# 더블 리드
더블 리드(double reed)는 목관악기 중 오보에, 바순, 잉글리시 호른 등의 악기의 소리를 낼 수 있도록 도와주는 역할을 하는 장치이다. “겹리드”라고도 하는데 리드의 주 재료인 케인을 반으로 접어 두겹으로 만든 형태로 물에 불려서 리드 두겹이 떨리면서 소리가 난다. 클라리넷이나 베이스 클라, 색소폰 등의 악기의 리드는 한겹이기에 리드만으로는 소리를 낼 수 없지만 더블리드는 두겹이기에 서로 떨리면서 리드만으로도 소리를 낼 수 있다는 것이 가장 큰 차이점이다. 그리고 더블리드는 연주자가 직접 만들고 깍는다. 자신의 입에 맞는 리드를 만들어야 더 좋은 소리가 나기 때문이다 이 점도 한겹의 리드와는 다른점이다